# Bob Walsh
Bob Walsh né Robert Armand Walsh le 24 novembre 1947 à Québec, décédé le 15 novembre 2016 à Montréal,, est un chanteur, guitariste et compositeur de blues. Il a également joué au cinéma et composé de la musique de film.

## Biographie

### Enfance
Robert voit le jour au sein d’une famille anglophone du quartier Montcalm, à Québec. Il découvre le blues et le jazz par l’entremise de son père qui chantait régulièrement à la radio,. À 9 ans, il commence à apprendre la guitare en autodidacte par l’entremise d’un ami qui lui prête son instrument,. Robert grandit et tire son inspiration en écoutant Ray Charles, Louis Armstrong, et d’autres vedettes des années 50.

### Les débuts et les années 70
Robert commence à performer dans les cafés de Québec à partir de 1963. Dès le début des années 70, il donne des concerts dans plusieurs bars du Vieux-Québec. Vers la fin de la décennie, il se produit sur plusieurs scènes au Québec au sein des formations Contrebande et Deveto Walsh Band.

### Les années 80
Au milieu de la décennie, Walsh quitte Québec pour Montréal où il continue à se produire incessamment dans les bars,. Il marque entre autres le Bistro à Jojo, le Quai des Brumes et l’Air du Temps. C’est à la suite de son arrivée à Montréal qu’il commence se produire sur de plus grandes scènes, dont le Festival de Jazz de Montréal.

### Premier disque
Le 12 novembre 1996, Bob Walsh lance son premier disque intitulé Bob Walsh au Lion d’Or à Montréal. Le disque est produit par l’entreprise Blueson, détenu par son collègue et ami Jocelyn Picard et est distribué par Interdisc,.

### Les années 2000
En 2000, Bob Walsh enregistre un disque avec le quatuor à cordes Allard. L’album est accueilli favorablement par le public et la critique. C’est alors le succès pour Walsh, qui se produira sur plusieurs grandes scènes à travers le Québec et se verra assuré d’une place quasi-annuelle au Festival de Jazz de Montréal,. C’est aussi à cette époque que sa santé commence à se détériorer, il subit entre autres un triple pontage coronarien qui le force à prendre une pause de six mois,.

### After the stormet fin de carrière
Une fois sa santé rétablie, Walsh retourne en studio pour y enregistrer ce qui sera son dernier disque, After the Storm. Le disque sort en 2015, on peut y entendre une collection de chansons livrées par des auteurs et une composition autobiographie, qui rend hommage à sa compagne, Maddy,.

### Décès
Le 5 novembre 2016, Walsh est admis à l’hôpital Notre-Dame en raison d’un arrêt cardiaque. Il meurt des séquelles de l’infarctus le 15 novembre 2016,,.

## Discographie

### Enregistrements studio
- 1996 : Bob Walsh
- 2001 : Unforgettable songs (réédité en 2005)
- 2002 : Blues
- 2003 : Christmas
- 2007 : The only soul
- 2010 : Inside I am all blue
- 2012: There's a Story Here
- 2015: After the Storm

### Bande originale de film
1982: Les yeux rouges (Yves Simoneau)

### Enregistrements devant public
- 1998: En Spectacle / Live
- 2000 : Bob Walsh et le Quatuor à Cordes Allard
- 2004 : A Canadian Blues Rendez-Vous

### Participations
- 1975: Lagagnamo, Saspeupu
- 1983: Artistes variés, Les Mardis Jams du Café
- 1986: Beatrice, Beatrice
- 2000: Artistes variés, Noël en Blues (Noël Blanc, Minuit Chrétien et Happy X-Mas)
- 2001: Artistes variés, Le Cabaret des Refrains
- 2001: Carmen Campagne, Le Téléfon (À la Recherche de la Vache Perdue)
- 2003: Guy Bélanger/Claude Fradette, Gaz Bar Blues (Summertime)
- 2006: Pat the White, Reviver (Ain't that lovin' you)
- 2012: J.D. Slim: J.D. Bélanger A.K.A J.D. Slim
- 2012: Artistes variés: Trésors de Noël 1944-2011 (Blue Christma

## Filmographie
1982: Les yeux rouges (Yves Simoneau)
2003: Gaz bar blues (Louis Bélanger)

## Distinctions

### Récompenses
- 2003 : Lys Blues et Félix de l'Artiste québécois s'étant illustré dans une autre langue que le français[9]
- 2013 : Maple Blues Award Blues With A Feeling Award (Lifetime Achievement)
- 2017 : Hommage posthume aux Maple Blues Awards[10]

Bob Walsh a aussi participé au spectacle hommage de B. B. King en 2015 lors du Festival International de Jazz de Montréal.